# Leszek Zblewski
Leszek Piotr Zblewski (ur. 25 grudnia 1973 w Kościerzynie) – polski lekkoatleta, średniodystansowiec.

## Osiągnięcia
4-krotny Mistrz Polski w biegu na 1500 m: w 1998 (hala), 1999, 2000 oraz 2001. Wielokrotnie reprezentował Polskę na międzynarodowych zawodach, zdobył m.in. srebrny medal na Uniwersjadzie (1500 m 1999 Palma de Mallorca), 5. miejsce na Halowych Mistrzostwach Europy (1500 m Walencja 1998) oraz 3. na Pucharze Europy w Lekkoatletyce (1500 m Brema 2001).
Był zawodnikiem klubów sportowych: Remus Kościerzyna i Warszawianka, od 2013 roku reprezentuje Uczniowski Klub Sportowy "Olimpijczyk" w Skorzewie, gdzie pełni także funkcję prezesa.

## Rekordy życiowe
Na stadionie
- bieg na 800 m – 1:49,25 s. (Biała Podlaska, 17 czerwca 2000)
- bieg na 1000 m – 2:19,70 s. (Grudziądz, 3 września 2000) - 18. miejsce w historii polskiej lekkoatletyki[1]
- bieg na 1500 m – 3:37,83 s. (Norymberga, 17 czerwca 2001) - 13. wynik w historii polskiej lekkoatletyki[1]
- bieg na 3000 m – 7:57,47 s. (Brema, 24 czerwca 2001)

W hali
- bieg na 1500 m – 3:40,83 s. (Walencja, 27 lutego 1998) - 6. wynik w historii polskiej lekkoatletyki
- bieg na 3000 m – 8:01,13 s. (Halle, 16 lutego 2001)